# Olauus Pauli
Olauus Pauli var en svensk präst och domprost i Linköpings församling.

## Biografi
Olauus Pauli var senast 31 juli 1406 kanik i Linköping och hade S:t Andreæ som prebende. Han deltog vid visitationerna i Vadstena 1415 och 1419. Pauli kallade sig 14 februari 1438 som prepositus i Linköping index et commissarius auctoritet sacrosanct consilii Basiliensis. Han kallades även Magnus curialis och levde ännu 14 augusti 1443.